# John Nance Garner House
La John Nance Garner House est une maison située à Uvalde, dans le comté d'Uvalde, au Texas. Ancienne résidence du vice-président des États-Unis John Nance Garner, elle fait partie des Recorded Texas Historic Landmarks depuis 1962 tandis qu'elle est inscrite au Registre national des lieux historiques et est classée National Historic Landmark depuis le 8 décembre 1976.